# John Ray

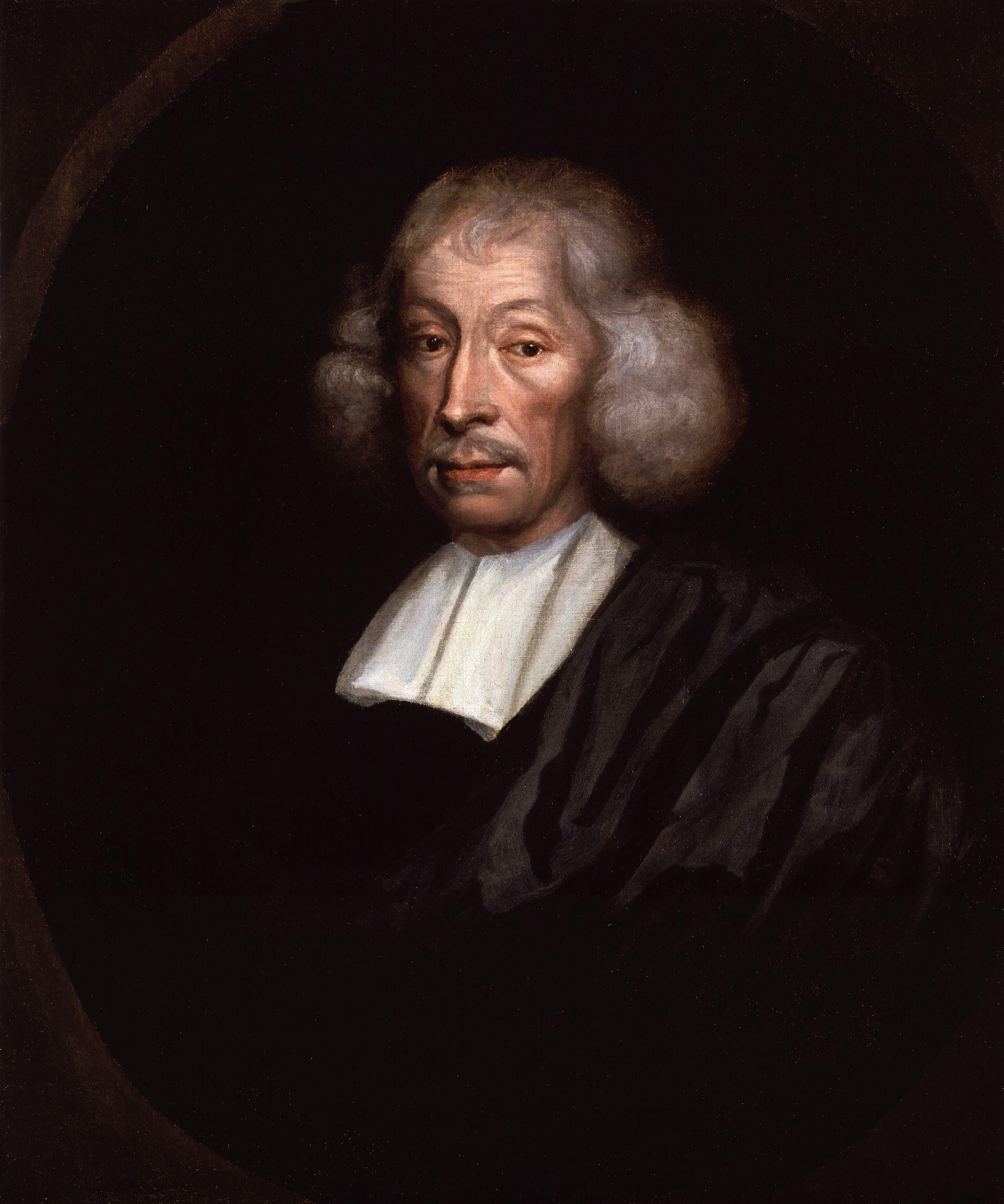
John Ray, Ölgemälde eines unbekannten Künstlers (etwa 1685–1690)

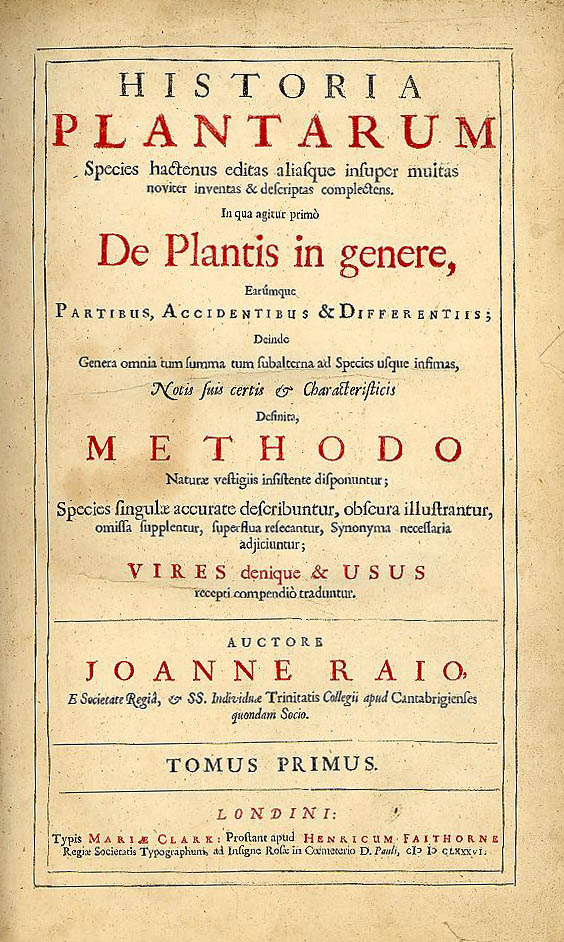
Titelseite des ersten Bandes von Rays Historia Plantarum (1686)

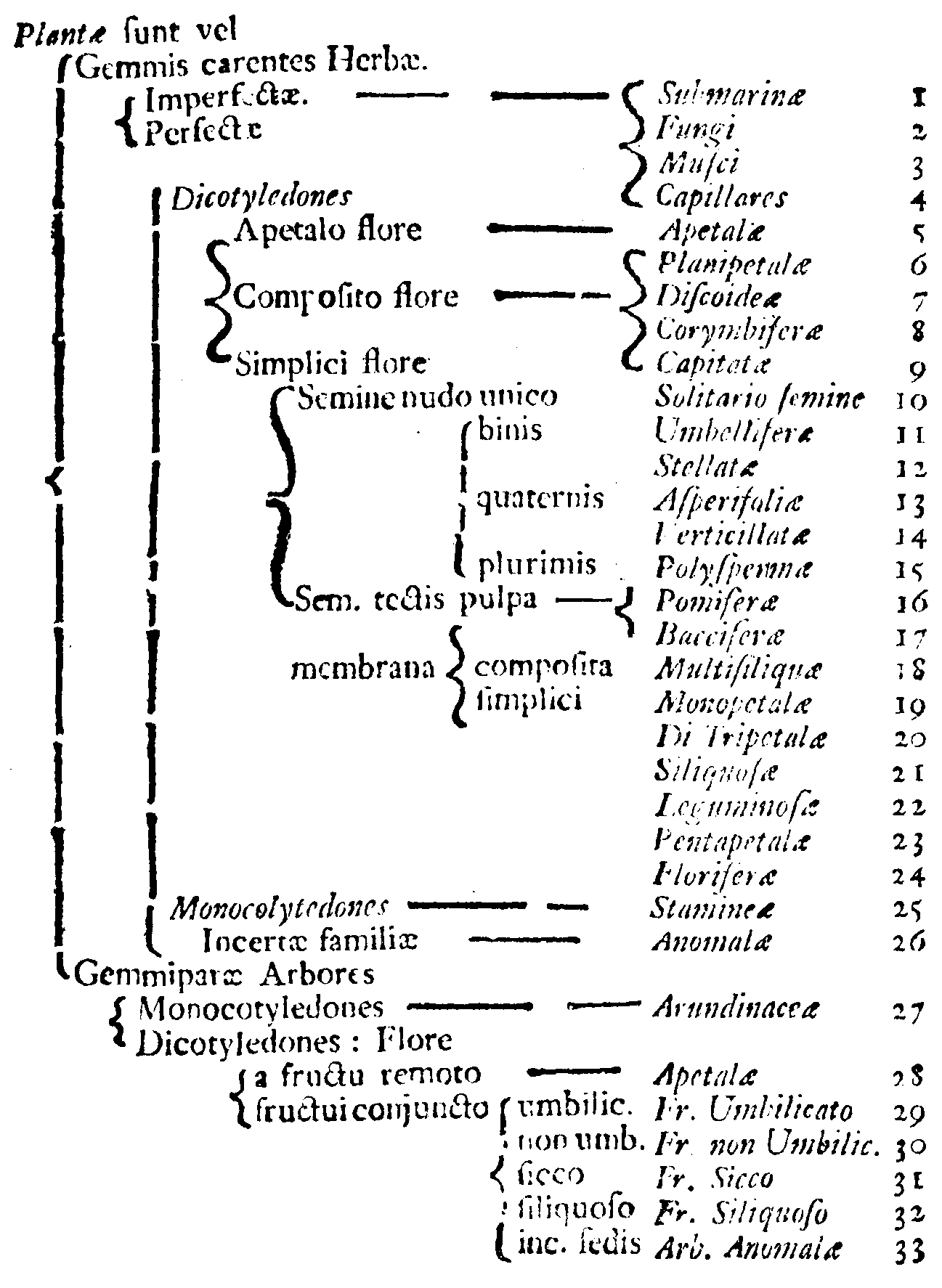
Schlüssel zur Systematik von Ray in Linnés Classes Plantarum von 1738.

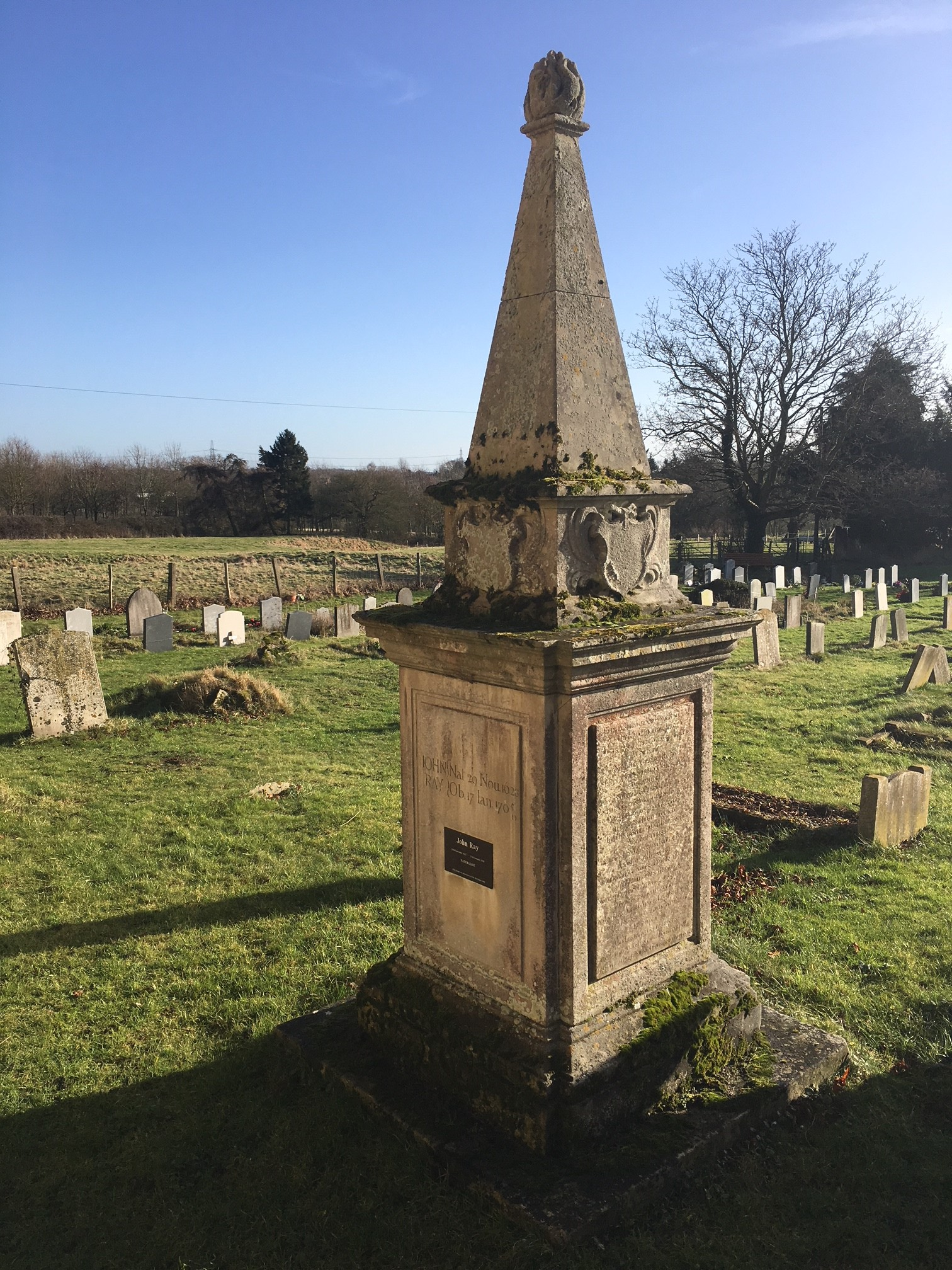
Gedenkstätte auf dem Friedhof der Kirche St Peter and St Paul in Black Notley

John Ray (* 29. November 1627 in Black Notley, Braintree, Essex; † 17. Januar 1705 ebenda) war ein britischer Theologe, Altphilologe und Naturforscher und wird als „Vater der englischen Botanik“ bezeichnet. Ray veröffentlichte Werke zur Naturkunde von Tieren und Pflanzen sowie über Physikotheologie. Vor 1670 schrieb er sich „John Wray“. Sein offizielles botanisches Autorenkürzel lautet „Ray“.   

## Leben
Ray ist das dritte Kind des Grobschmieds Roger Wray (1594–1655) und dessen kräuterkundigen Frau Elizabeth (ca. 1600–1679). Er wurde am 6. Dezember 1627 in der Kirche von Black Notley getauft. In Braintree besuchte Ray die dortige Grammar School. Am 12. Mai 1644 begann er seine Ausbildung am Trinity College in Cambridge, wechselte jedoch dort schon am 28. Juni auf das College Catharine Hall, wo er Schüler von Daniel Duckfield († 1645) wurde. Nach dem Tod von Duckfield wurde Ray am 21. November 1646 als „Sizar“ erneut am Trinity College zugelassen. James Duport (1606–1679) wurde nun sein Lehrer.

## Wirken
In seinem dreibändigen Werk Historia generalis plantarum (1686–1704) fasste Ray die botanischen Ergebnisse seiner Reise durch Westeuropa von 1663 bis 1666 mit rund 18.000 Beschreibungen von etwa 6000 Arten zusammen. Seine Arbeit als Tier- und Pflanzensystematiker lieferte eine Grundlage für die Linnéische Systematik. Insbesondere schuf seine Methode der Systematisierung nach morphologischen Merkmalen ein neues System der Botanik und begründete eine natürliche Klassifikation.  
1671 isolierte Ray als erster Forscher die Ameisensäure, indem er eine große Anzahl von Ameisen destillierte.
Er unterschied 1682 die ein- und zweikeimblättrigen Pflanzen voneinander und führte für sie die Begriffe „Monokotyledonen“ und „Dicotyledonen“ ein. 1696 beschrieb Ray die in einem englischen Garten gefundene Pfefferminze (Mentha ×piperita).
Nach Francis Willughbys Tod im Jahr 1672 bearbeitete er dessen zoologischen Nachlass über Vögel (Ornithologiae 1676), Fische (De historia piscium 1686) und Insekten (Historia insectorum 1710, herausgegeben von William Derham).

## Ehrungen
Charles Plumier benannte ihm zu Ehren eine Gattung Ian-raia der Pflanzenfamilie der Yamswurzelgewächse (Dioscoreaceae). Carl von Linné änderte später diesen Namen in Rajania.
Auf Vorschlag von John Wilkins wurde Ray am 7. November 1667 Mitglied („Fellow“) der Royal Society.
Die Ray Society, die Bücher zur Biologie in Großbritannien veröffentlicht, wurde nach ihm benannt.

## Schriften (Auswahl)
- Catalogus plantarum circa Cantabrigiam nascentium. Cambridge 1660 (Digitalisat, Digitalisat) – anonym.
  - Appendix ad Catalogum plantarum circa Cantabrigiam nascentium continens addenda et emendanda. Cambridge 1660 (Volltext).
    - 2. Auflage, Cambridge 1685 (Digitalisat) – herausgegeben von Peter Dent.
- Catalogus plantarum Angliae, et insularum adjacentium. London 1670 (Digitalisat).
  - 2. Auflage, London 1677 (Digitalisat).
- A collection of English proverbs digested into a convenient method for the speedy finding any one upon occasion. Cambridge 1670 (Digitalisat).
  - 2. Auflage, Cambridge 1678 (Digitalisat, Volltext).
- Observations topographical, moral, and physiological; made in a journey through part of the Low-countries, Germany, Italy, and France. London 1673 (Digitalisat).
  - darin: Catalogus stirpium in exteris regionibus a nobis observatarum, quae vel non omnino vel parcè admodum in Anglia sponte proveniunt. (Digitalisat).
- A Collection of English Words Not Generally Used: With Their Significations and Original, in Two Alphabetical Catalogues, the One of Such as are Proper to the Northern, the Other to the Southern Counties. With Catalogues of English Birds and Fishes; and an Account of the Preparing and Refining Such Metals and Minerals as are Gotten in England. London 1674 (Digitalisat).
  - 2. Auflage, London 1691 (Digitalisat).
- Dictionariolum trilingue: Secundum locos communes, nominibus usitatioribus Anglicis, Latinis, Graecis, Ordine παραλλήλας [parallelos] dispositis. London 1675 (Digitalisat).
- Methodus plantarum nova […]. London 1682 (Digitalisat, Digitalisat).
  - Stephen A. Nimis, Kathleen Tschantz Unroe, Michael A. Vincent (Übers.): Methodus plantarum nova. Ray Society, London 2014, ISBN 978-0-903874-46-5.
- Historia generalis plantarum. 3 Bände, 1686–1704 (Band 1, Band 2, Band 3).
- Fasciculus stirpium Britannicarum, post editum plantarum Angliae catalogum observatarum. London 1688 (Digitalisat).
- Synopsis methodica stirpium Britannicarum. London 1690 (Digitalisat).
  - 2. Auflage, London 1696 (Digitalisat).
  - 3. Auflage, London 1724 (Digitalisat) – erweitert durch Johann Jacob Dillenius.
- The wisdom of God manifested in the works of the creation. London 1691 (Digitalisat, Volltext).
  - 2., umfangreich erweiterte Auflage, London 1792 (Digitalisat).
  - 7., korrigierte Auflage, London 1717 (Digitalisat).
  - 11., korrigierte Auflage, London 1743 (Digitalisat).
  - L’existence et la sagesse de Dieu, manifestées dans les oeuvres de la création. Guillaume Broedelet, Utrecht 1714 (Digitalisat).
  - Gloria Dei, Oder Spiegel der Weißheit und Allmacht Gottes, Offenbahret in denen Wercken der Erschaffung. Johann Christoph König, Goslar 1717 (Digitalisat) – übersetzt durch Caspar Calvör.
- Miscellaneous discourses concerning the dissolution and changes of the world. London 1692 (Digitalisat, Volltext).
  - 2. Auflage: Three physico-theological discourses. London 1693 (Digitalisat, Volltext).
  - 3. Auflage, London 1713 (Digitalisat).
  - Sonderbahres Klee-Blätlein, Der Welt Anfang, Veränderung u. Untergang. Thomas von Wiering, Hamburg 1698 (Digitalisat).
  - Drey Physico-Theologische Betrachtungen. Johann Georg Löwe, Leipzig 1732 (Digitalisat) – übersetzt von Theodor Arnold.
    - Verbesserte Auflage: Physico-theologische Betrachtungen. Leipzig 1756 (Digitalisat).
- A collection of curious travels and voyages. London 1693 (Digitalisat) – als Herausgeber von Leonhard Rauwolfs Reiseberichten.
- Synopsis methodica animalium quadrupedum et serpentini generis. London 1693 (Digitalisat).
- Stirpium Europaearum extra Britannias nascentium sylloge. London 1694 (Digitalisat, Digitalisat).
- De variis plantarum methodis dissertatio brevis. London 1696 (Digitalisat).
- A persuasive to a holy life, from the happiness that attends it both in this world and in the world to come. London 1700 (Digitalisat, Volltext).
  - 2. Auflage, London 1719 (Digitalisat).
- Methodus plantarum emendata et aucta. London 1703 (Digitalisat, Digitalisat).
- Methodus insectorum seu Insecta in methodum aliquem digesta. London 1705 (Digitalisat).
- Synopsis methodica avium & piscium. London 1713 (Digitalisat). 
  - L’histoire naturelle éclaircie dans une de ses parties principales, l’ornithologie. Paris 1767 (Digitalisat) – herausgegeben von François Salerne (1706–1760).

## Briefe
- Edwin Lankester (Hrsg.): The Correspondence of John Ray. Consisting of selections from the philosophical letters published by Dr. Derham, and original letters of John Ray in the collection of the British Museum. Ray Society, London 1848 (online).